# Красногвардейский (Артёмовский муниципальный округ)
Красногварде́йский (до 1938 года — Ирби́тский заво́д) — посёлок в Артёмовском муниципальном округе Свердловской области России. В 1938—2004 годах обладал статусом рабочего посёлка (посёлка городского типа).

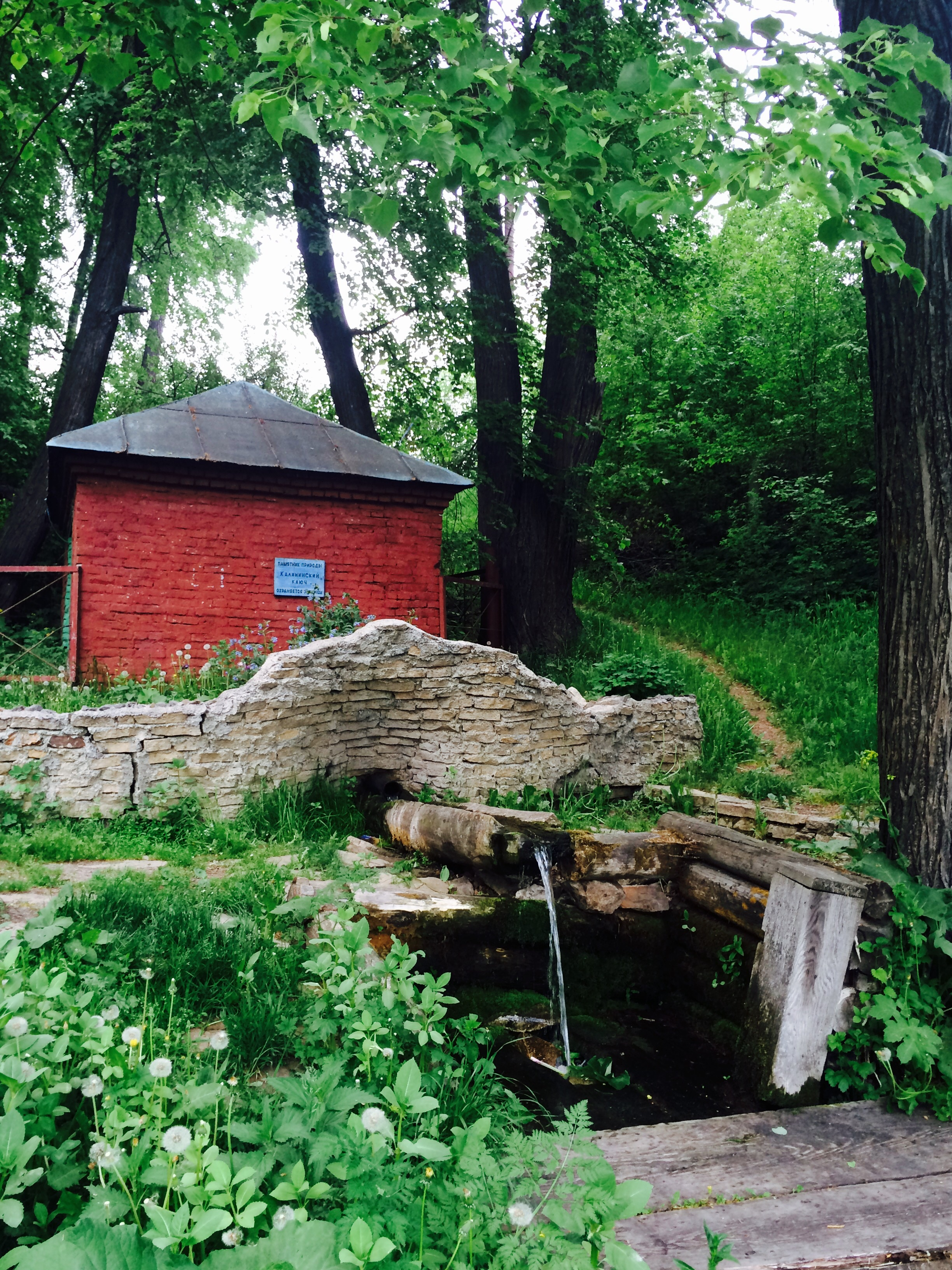
Калининский ключ

## География
Посёлок Красногвардейский расположен в 28 километрах к востоку от города Артёмовского (по автодороге — в 32 километрах) и в 160 километрах от Екатеринбурга, в долине реки Ирбит (правый приток Ницы), на северном и восточном берегах Красногвардейского пруда (площадь — 1,7 км², верхний уровень — 103,9 м, нижний уровень — 94,8 м), созданного плотиной Красногвардейского кранового завода. К югу от посёлка, на реке Шайтанке (правом притоке реки Ирбит), имеется Шайтанский пруд (площадь — 2 км², верхний уровень — 112,7 м, нижний уровень — 108,9 м), соединённый с Ирбитским озером каналом Шайтанская канава. Посёлок расположен на возвышенной местности, окружённой сосновым лесом. Почва глинистая и каменистая, в окрестностях есть чернозём. В черте посёлка находится гидрологический природный памятник регионального значения Калининский ключ.
На западе посёлка в Красногвардейский пруд впадает река Крутая. На противоположном берегу этой реки, чуть выше по течению Ирбита, расположен соседний посёлок Сосновый Бор.
В Красногвардейском расположена станция Талый Ключ Свердловской железной дороги.

## История

### Красногвардейский крановый завод
В 1776 году Савва Яковлев на реке Шайтанке основал Ирбитский железоделательный завод, вокруг которого возникло поселение. Сюда были переселены мастеровые из Невьянского, Быньговского, Алапаевского, Уинского заводов. Среди поселенцев завода были выходцы из города Олонца, чьи потомки в настоящее время носят фамилии Олонцевых.
Для подпитки заводского пруда, было построена Шайтанская канава, прорытая от Ирбитского озера до Шайтанского пруда.
В 1900-х годах в посёлке работали церковь, больница и гостиный двор. По воскресеньям шли торжки, работали две ярмарки. Среди населения было развито огородничество, было много кузнецов.
16 ноября 1938 года Ирбитский завод отнесён к категории рабочих посёлков и переименован в Красногвардейский. С 2004 года Красногвардейский — посёлок сельского типа.

## Красногвардейский краеведческий музей
В 1968 году открыт музей.

## Пушкинская липовая аллея
В 1846 году стараниями священника Удинцева была открыта школа. А в 1899 году ученики и преподаватели Ирбитско-Заводского 2-классного министерского училища на школьном дворе в честь 100-летнего пушкинского юбилея посадили ровно 100 молодых лип. Пушкинская аллея прекрасно сохранилась и представляет уютный уголок.

## Свято-Троицкая церковь
В 1839 году на средства прихожан и заводовладельцев Яковлевых была построена каменная однопрестольная церковь, освящённая в честь Святой Живоначальной Троицы. В 1895 году храм был расширен, была возведена новая колокольня. Храм был обнесён каменною оградою, с железными решётками и с золочёными на столбах шарами, в которой были насажены кедры, липы, берёзы и другие лиственные деревья. В 1901 году для причта имелись два церковных дома. Церковь была закрыта в 1930 году. В 2004 году в честь Святой Живоначальной Троицы была освящена построенная деревянная церковь.
В посёлке родились Герои Советского Союза Николай Панов и Иван Старченков.

## Население
| 1959 | 1970  | 1979  | 1989  | 2002  | 2010  | 2021  |
| ---- | ----- | ----- | ----- | ----- | ----- | ----- |
| 7322 | ↘7089 | ↘6219 | ↘5773 | ↘4825 | ↘4369 | ↘3754 |

## Предприятия
В посёлке действуют Красногвардейский крановый завод, леспромхоз и химлесхоз.